# Zixing
Zixing (en chino, 资兴; pinyin, Zīxīng) es un municipio  bajo la administración directa de la Prefectura Chenzhou en la Provincia de Hunan, República Popular China.  Su área es de 2730 km² y su población total para 2010 superó 330 mil habitantes. 

## Administración
Desde junio de 2023, el  Municipio Zixing se divide en 13 pueblos que se administran en 2 subdistritos,  9 poblados y 2 villas étnicas. 

## Toponimia
El topónimo Zixing se compone de los sinogramas Zi (rica) y Xing (prosperidad). 
En el año 936 durante la dinastía Tang posterior, el condado recibió el nombre Zixing de la frase; rica en recursos y próspera (资源丰富、兴旺发达 Zīyuán fēngfù, Xīngwàng fādá), el nombre se ha utilizado desde entonces.